# Taryn Terrell
Taryn Nicole Terrell (28 de desembre del 1985 -), més coneguda al ring com Tiffany és una lluitadora professional estatunidenca que treballa a la marca ECW de World Wrestling Entertainment (WWE).

### Filmografia
| Any            | Pel·lícula                              | Paper                              | Notes      |
| -------------- | --------------------------------------- | ---------------------------------- | ---------- |
| 2012           | En campanya tot s'hi val (The Campaign) | Janette                            |            |
| 2013           | Jake's Road                             | Sylvia                             |            |
| 2013           | Empire State                            | Guidette Atractiva nº1             |            |
| 2013           | Oldboy                                  | Xica en el parc                    |            |
| 2014           | Search Party                            | Mare de Kenny nº2                  |            |
| 2015           | Daddy's Home                            | Animadora del New Orleans Pelicans |            |
| 2015           | Aztec Warrior                           | Marcella                           |            |
| 2015           | N.O.L.A Circus                          | Sabrina                            |            |
| 2016           | Two Faces of Colin                      | Dr. Williams                       |            |
| Televisió      |                                         |                                    |            |
| Any            | Títol                                   | Paper                              | Notes      |
| 2007           | The Showbiz Show                        | D'ella mateixa                     |            |
| 2007           | K-Ville                                 | Xica del bordell                   |            |
| 2012           | Treme                                   | Cindy                              | 6 episodis |
| 2012           | Common Law                              | Xica del Yoga                      |            |
| 2015           | NCIS: New Orleans                       | Shauna                             |            |
| 2015           | W.I.N.O.                                | Eve                                | telefilm   |
| D'especialista |                                         |                                    |            |
| Any            | Títol                                   | Paper                              | Notes      |
| 2012           | The Demented                            | Doble d'escena                     |            |
| 2012           | American Horror House                   | Doble d'escena                     |            |
| 2013           | Now You See Me                          | Doble d'escena                     |            |
| 2013           | Empire State                            | Doble d'escena                     |            |
| 2013           | Pawn Shop Chronicles                    | Doble d'escena                     |            |
| 2013           | This Is the End                         | Doble d'escena                     |            |
| 2015           | Jurassic World                          | Doble d'escena                     |            |
| 2015           | Get Hard                                | Xica en topless sobre el cotxe     |            |
| Videojocs      |                                         |                                    |            |
| Any            | Títol                                   | Paper                              | Notes      |
| 2010           | WWE SmackDown vs. Raw 2011              | Tiffany                            | Veu        |
| DVDs           |                                         |                                    |            |
| Any            | Títol                                   | Paper                              | Notes      |
| 2007           | Women of Playboy                        | D'ella mateixa                     | Model      |